# Marietta Alboni
Maria Anna Marzia Alboni, detta Marietta (Città di Castello, 6 marzo 1826 – Ville-d'Avray, 23 giugno 1894), è stata un contralto italiano.
Può essere considerata come una delle maggiori cantanti liriche della storia e, insieme a Rosmunda Pisaroni, come il maggior contralto rossiniano dell'Ottocento.

## Biografia

### I primi anni in Italia
Nata da un funzionario della dogana pontificia, sesta di sette figli, si trasferì da bambina in diverse località dell'Umbria e della Romagna, per stabilirsi infine a Cesena. Secondo il racconto fatto dalla stessa Alboni, all'età di cinque anni, a Perugia, era stata portata ad assistere al Mosè di Rossini, ricevendone una tale impressione da imparare a cantare immediatamente, e poi ripetere per anni, nelle riunioni di famiglia, la grande preghiera degli Ebrei, Dal tuo stellato soglio.
Pur avendo dimostrato fin dall'inizio di essere portata per il canto, la piccola Marietta dovette vincere l'ostilità dei genitori nei confronti dell'ipotesi di intraprenderne seriamente lo studio, ma trovò l'appoggio determinante del fratello maggiore Leopoldo. Questi, che sapeva qualcosa di musica, le insegnò di nascosto, insieme ad un amico, i primi rudimenti della materia, e soprattutto la fece iscrivere ad una società di mutuo soccorso per esordienti, che estraeva annualmente a sorte un premio di cento lire destinato ad uno dei soci. La piccola Marietta ebbe il colpo di fortuna di essere la vincitrice, praticamente all'indomani della sua iscrizione, e, con la somma ora a sua disposizione, il fratello riuscì a indurre il padre, "e non senza qualche fatica", ad acquistarle una spinetta e a farle prendere lezioni di canto presso il maestro di cappella della cattedrale, Antonio Bagioli.
Visti i progressi rapidamente compiuti dalla bambina, nel 1839, grazie all'incasso di un concerto sponsorizzato dal Bagioli e organizzato dal fratello, fu possibile raccogliere il denaro necessario per farle presentare richiesta di ammissione al Liceo Musicale di Bologna, di cui era appena divenuto "consulente perpetuo onorario" (per essere presto promosso direttore) Gioachino Rossini, in persona. In questa sua posizione, il grande compositore tenne praticamente a battesimo la giovane Alboni, iniziando quel rapporto reciproco di profonda stima e amicizia che sarebbe durato per tutta la loro vita. La sottopose personalmente al test di ammissione, ma, probabilmente a causa dei suoi consueti problemi nervosi, cacciò sul momento la bambina dicendo che urlava come una vinaia. Sennonché, dopo lo scatto, procurato probabilmente dall'imperizia della piccola nella gestione della voce, confessò alla "signorina Pélissier" (allora sua convivente, e poi futura moglie) di aver "udito or ora la più bella voce di contralto" che avesse mai sentito in vita sua, e la fece ovviamente ammettere, con un trattamento didattico particolare, nella scuola. Non solo, ma quando il denaro raccolto con il concerto fu giunto alla fine e il padre dovette comunicare a Marietta che non aveva più fondi per mantenerla nel capoluogo emiliano, Rossini intervenne personalmente e convinse l'impresario del Teatro Comunale di Bologna ad ingaggiare la giovane studentessa per una tournée del suo Stabat mater nell'Italia settentrionale e a garantirle una paga mensile che la sollevò finalmente dalle sue angustie finanziarie. Dopo aver conseguito il diploma del conservatorio a sedici anni, con il primo premio di canto, il 3 ottobre 1842 Marietta Alboni poté così fare il suo esordio teatrale da comprimaria, a Bologna, con la parte di Climene nella Saffo di Giovanni Pacini, a cui fecero seguito, poco dopo, Maffio Orsini nella Lucrezia Borgia di Gaetano Donizetti e la première della Sibilla, opera del poco noto compositore parmense, Pietro Torrigiani (1810-1885).
L'interessamento di Rossini era però lungi dall'affievolirsi, e, "mentre ella faceva il suo modesto debutto a Bologna", l'influente compositore era entrato in trattative con Bartolomeo Merelli, direttore, all'epoca, sia della Scala di Milano che del Theater am Kärntnertor di Vienna, riuscendo ad ottenere per la giovane esordiente un ingaggio triennale di prim'ordine: il lauto contratto fu firmato dallo stesso Rossini, "come mandatario di Eustachio Alboni", padre di Marietta, che era ancora minorenne. Il suo debutto scaligero ebbe luogo, il 30 dicembre dello stesso anno 1842, come Neocle nella versione italiana dell'Assedio di Corinto, a cui seguì, dopo soli otto giorni, di nuovo il ruolo di Maffio Orsini.
Entro la fine della stagione di carnevale 1844, la diciassettenne Alboni si era già esibita come Leonora nella Favorita, come Pierotto nella Linda di Chamounix e, tanto per gradire, aveva partecipato a tre prime assolute, L'ebrea di Pacini, l'Ildegonda di Marco Aurelio Marliani (1805-1849) e la Lara di Matteo Salvi.
Terminata la stagione invernale a Milano, Merelli inviò la giovane cantante a Vienna dove debuttò ancora come Pierotto, con grande apprezzamento da parte dello stesso Donizetti, all'epoca in servizio presso la corte asburgica, e, a partire da questo momento, ella continuò a fare la spola tra le due città, esibendosi anche in altre località dell'Italia settentrionale. Essendo una fanciulla, per di più ancora minorenne, l'Alboni viaggiava accompagnata da due dei suoi fratelli più anziani, Teresa e il già nominato Leopoldo.

### La fama europea

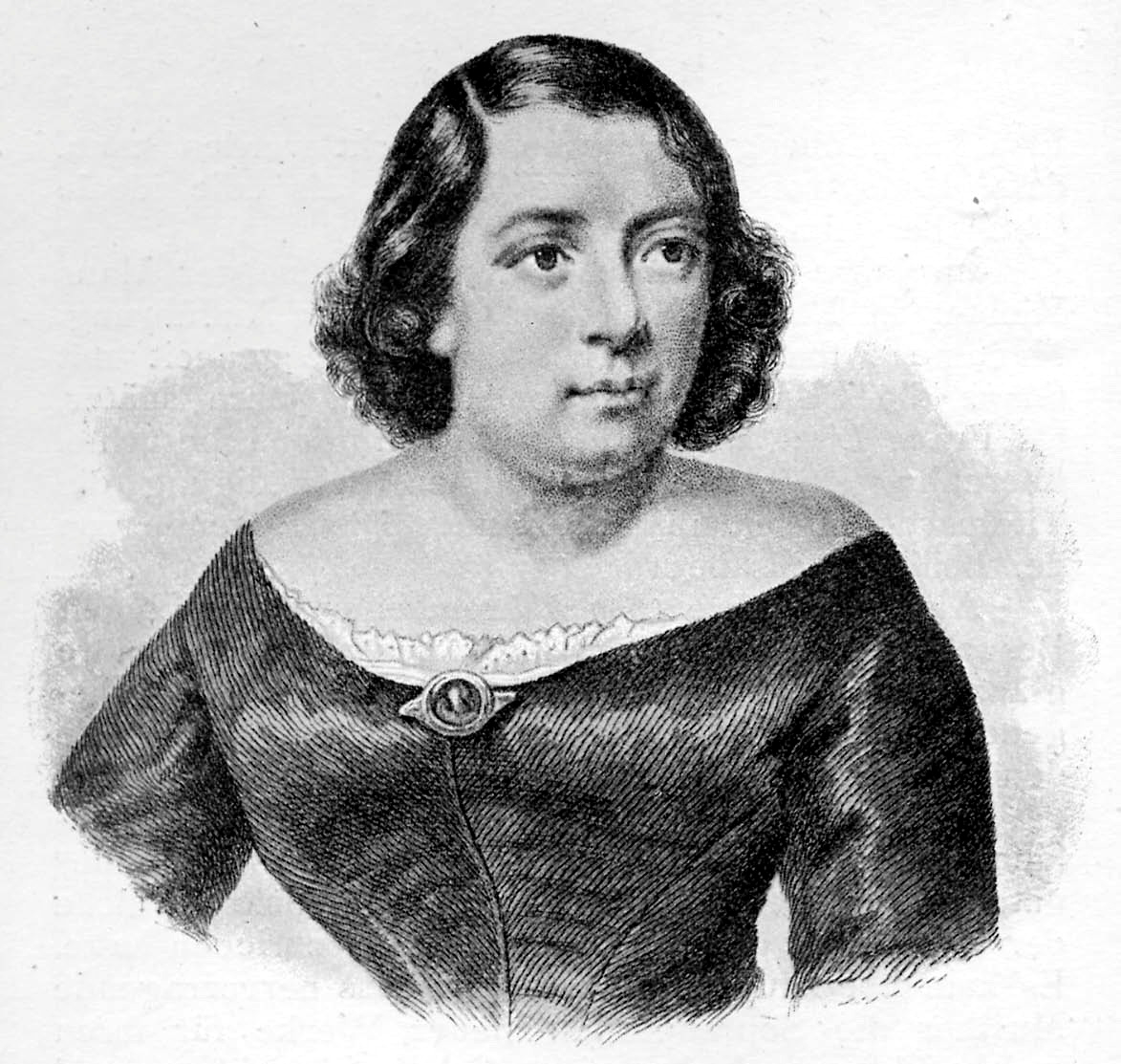
Marietta Alboni, ritratto giovanile

La reputazione che l'Alboni ben presto si fece con queste sue prime apparizioni fu tale da indurre il direttore del Teatro Imperiale di San Pietroburgo, Aleksandr Mikhailovich Gedeonov (1790-1867), a chiedere a Merelli la cessione della giovane cantante per la stagione 1844/45. Tale cessione fu concretizzata con soddisfazione dell'Alboni, sia sul piano economico, sia su quello artistico: nella capitale russa avrebbe trovato, tra le altre stelle del momento, il suo idolo Giovanni Battista Rubini, dal quale sperava di poter trarre insegnamenti utili. A San Pietroburgo l'Alboni aggiunse al suo repertorio il personaggio di Gondi della Maria di Rohan di Donizetti e soprattutto quello di Arsace della Semiramide di Rossini. Alla fine della stagione, di fronte al tentativo di Gedeonov di lesinare sui suoi compensi, la giovanissima cantante, estremamente suscettibile, ma anche consapevole delle sue possibilità, se ne andò letteralmente sbattendo la porta, e si ritrovò senza scrittura, insieme ai due fratelli poco più grandi lei, nell'estremo nord dell'Europa. «Seppur diciannovenne non esitò un sol momento a farsi impresario di se stessa, ciò significa intraprendere a sue spese, rischio e pericolo una grande tournée artistica, senza avere alcun piano, senza un preciso obiettivo, in pieno azzardo, in paesi che non conosceva e dove non aveva relazione alcuna. Darà concerti qui e là, spettacoli musicali in costume, recite in teatri, in città grandi e piccole, dovunque la spingerà l'occasione misurando tutte le grandi strade, andando a destra e a sinistra, prima a Praga, poi a Berlino, poi ad Amburgo e di nuovo a Berlino, raggiungendo infine, nell'apice dell'azzardo, la Polonia, l'Ungheria, l'Austria, il tutto in compagnia del fratello e della sorella, che non l'abbandonarono mai e finirono per essere, in qualche modo, come guardie del corpo».
Nel 1846 l'Alboni era nuovamente a Praga dove partecipò anche alla prima esecuzione di un'opera nuova, la Consuelo, del compatriota emigrato Giambattista Gordigiani (1795-1871), per poi spostarsi a Carlsbad, l'odierna Karlovy Vary. L'entità, anche economica, del successo di questo suo peregrinare nell'Europa centrale, sarebbe stato da lei stessa ricordata, molti anni dopo, con queste parole: «È da quel viaggio che ho avuto la gioia di comperare una casa a Cesena per la mamma, e che a Praga ho potuto versare in deposito una somma di 10.000 franchi presso la Cassa di Risparmio», con la quale si riservava di poter vivere in pace con i parenti nel caso malaugurato, ma sempre paventato, che le capitasse di «perdere la voce». Fu comunque, con tutta probabilità, a Carlsbad che la raggiunse l'invito del compositore Giuseppe Persiani, all'epoca neo-direttore del Covent Garden, a prendere parte alla stagione primaverile del teatro (aprile-giugno 1847) e ad una successiva tournée nella provincia inglese. Accettata l'offerta del Persiani, l'Alboni decise di utilizzare l'intervallo di tempo che le restava per continuare i suoi, peraltro fruttuosi, viaggi, questa volta in Italia, dove fu prima a Roma e poi a Venezia. Nel capoluogo veneto, secondo quanto da lei stessa ricordato nei suoi diari, essendosi sentita snobbata dalla direzione della Fenice, non esitò a promuovere una stagione in concorrenza al Teatro San Samuele, chiedendo che il costo dei biglietti non fosse alzato per la sua presenza e proponendo anzi di essere pagata, per così dire, solo a piè di lista, con una percentuale (per quanto lauta) degli incassi: il successo fu così clamoroso da indurre infine La Fenice ad offrirle ponti d'oro purché accettasse di trasferirsi, e da consentire a lei di sbattere, sia pure educatamente, la porta in faccia agli incaricati del teatro, così come aveva fatto, meno di due anni prima, a San Pietroburgo.

### L'apice della carriera: Londra e Parigi

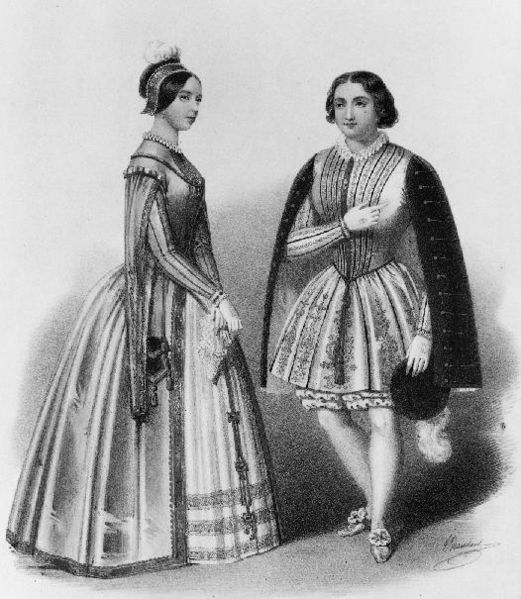
Pauline Viardot (Valentina) e Marietta Alboni (Urbano) nel primo atto de Gli ugonotti di Meyerbeer, Royal Italian Opera at Covent Garden (1848), litografia di John Brandard (1812–1863)

Nel 1847, l'Alboni, per la prima volta sola, essendo i due fratelli rimasti in Italia, raggiunse Londra, non senza aver fatto, en passant, una tappa a Parigi, in quella che costituiva da anni la meta dei suoi sogni e in cui fissò sin da allora la sua residenza. Fino al suo primo ritiro dalle scene, nel 1863, le due città condivideranno, sia pur con saltuarie interruzioni, le prestazioni, spesso trionfali, del grande contralto italiano. Il 6 aprile del 1847, l'Alboni partecipò all'inaugurazione della nuova gestione del Covent Garden, allora ridenominato Royal Italian Opera, interpretando il ruolo di Arsace nella Semiramide. In seguito eseguì (spostandosi dal 1849 nel rivale His Majesty's Theatre) opere di Rossini e Donizetti, "in cui eclissò Giulia Grisi e Jenny Lind", di Mozart e perfino l'Ernani di Verdi, dove accettò di interpretare il ruolo baritonale di Don Carlo, dopo che era stato rifiutato sia da Tamburini che da Giorgio Ronconi. Cantò anche la parte del paggio Urbain de Gli ugonotti, che Meyerbeer aveva trasposto per contralto dall'originaria scrittura sopranile, e alla quale aveva aggiunto una grande aria, nel secondo atto, "Non! – non, non, non, non, non! Vouz n'avez jamais, je gage", appositamente per lei. Nell'intervallo tra le stagioni londinesi, l'Alboni si concesse un altro dei suoi viaggi internazionali, recandosi a Budapest e a Vienna, e fermandosi di nuovo a Parigi questa volta però per esibirsi, sia pure solo in forma di concerto e in italiano, nel tempio nazionale dell'Opéra. Ecco come l'Alboni riferì in seguito l'episodio: «Giunta a Parigi, ho incontrato Roqueplan. Egli voleva fare un contratto con me. Gli risposi, in un francese impossibile che doveva bastare la mia parola; che avrei cantato in quattro concerti se avessi avuto successo, che in caso contrario sarei partita dopo il primo. Roqueplan accettò la mia parola a cui non sono mai venuta meno e ho tenuto il mio primo concerto ... [ottenendo] un successo che è andato oltre ogni previsione mia» e che si rivelò crescente nelle successive tre serate (9, 11, 13 e 15 ottobre 1847). «Se fossi stata libera da impegni - conclude l'Alboni - avrei potuto esibirmi a mio piacimento, perché il pubblico mi aveva adottato e da allora è stato sempre eccellente nei miei confronti. Tuttavia mi ero impegnata ad andare a Pesth e sono partita».

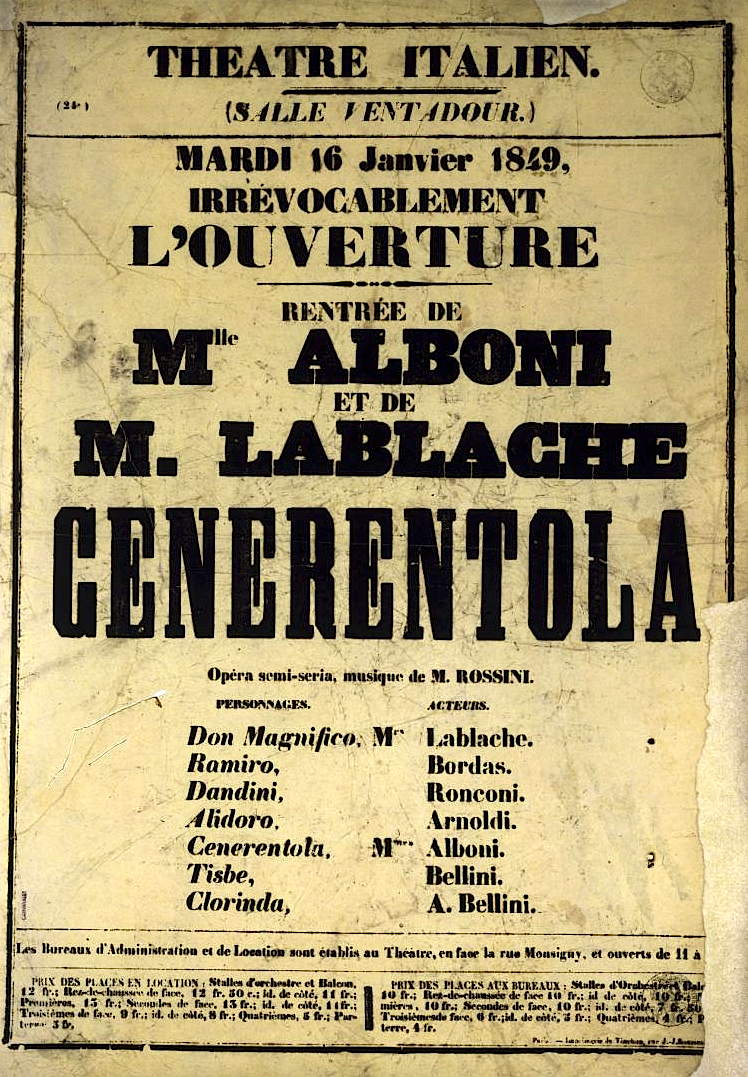
La locandina de La Cenerentola al Théâtre-Italien (1849)

Al suo ritorno tutti si aspettavano che la cantante avrebbe esordito sul palcoscenico dell'Opéra con un'intera rappresentazione teatrale, e non più solo in forma di concerto, ma l'Alboni, probabilmente sentendosi ancora insicura nel possesso della lingua francese, che era di prammatica in quel teatro, e temendo forse lo snobismo degli intenditori d'Oltralpe, meravigliò tutti debuttando invece, e di nuovo con la Semiramide (cui seguirono La Cenerentola e il ruolo di Malcolm nella Donna del lago), al Théâtre-Italien. Il successo fu come al solito clamoroso. Fino al 1850, l'Alboni continuò quindi ad alternarsi tra le due capitali e partecipò anche a tournée nella provincia inglese e soprattutto in quella francese, evidentemente anche per impratichirsi nella lingua. Per il suo primo confronto diretto con l'opera francese volle comunque, cautamente, scegliere il Belgio, interpretando, nel 1849, a Bruxelles La Favorite di Donizetti e La Reine de Chypre di Halévy, dimostrando fra l'altro, come rilevò un cronista dell'epoca, di trovarsi molto più a suo agio con la musica "quasi italiana" della prima (che fu subito ripresentata a Gand e Anversa) che non con "lo stile perfettamente francese" della seconda, "nella quale il parlato spesso si mescola con il canto". Fu proprio in occasione della sua tournée in Belgio che Roqueplan tornò di nuovo alla carica offrendole un ingaggio per portare l'opera francese di Donizetti anche sul palcoscenico dell'Opéra. L'Alboni questa volta accettò, ma pose come condizione di debuttare invece con la parte di Fidès nel Profeta: l'opera di Meyerbeer aveva visto la luce, con grande fortuna, nella primavera dello stesso anno, interpretata trionfalmente da Pauline Viardot, il cui contratto con il teatro parigino era però in scadenza. La cantante italiana, evidentemente non timorosa dei confronti, era convinta che, sia dal punto di vista vocale, sia da quello della sua corpulenta presenza scenica, sia da quello della sua sensibilità interpretativa, il trepido ruolo materno di Fidès le si confacesse perfettamente. E fu con questo ruolo, tanto da lei amato, che l'Alboni, finalmente, il 10 maggio del 1850 debuttò anche all'Opéra di Parigi, con un successo clamoroso, che non si ripeté peraltro, l'anno successivo, nell'unica occasione che la cantante ebbe di partecipare ad una prima esecuzione di un'opera scritta per lei da autori di gran nome. La Zerline ou la Corbeille d'oranges, "intessuta un po' troppo in fretta da Scribe e Auber per approfittare del successo della cantante" andò in scena il 16 maggio 1851 e, malgrado gli sforzi dell'Alboni, il suo successo fu nullo, né ebbe miglior sorte sulla piazza londinese.

Intanto continuavano anche i suoi viaggi, durante i quali alternava molto spesso parti di soprano a quelle di contralto che le erano più consuete. Nel 1850-51 era già stata a Madrid, dove aveva cantato, tra l'altro Amina nella Sonnambula e Marie nella Figlia del reggimento; nel 1852-53 si imbarcò per una spedizione americana incentrata su New York, durante la quale interpretò Zerlina del Don Giovanni, Norina del Don Pasquale e Norma; nel 1854, infine, già divenuta per matrimonio contessa Pepoli, effettuò l'ultima di queste grandi tournée a Lisbona, dove ripropose Marie e Amina. La sua carriera continuò quindi, senza sussulti a Londra, dove fu all'Her Majesty's Theatre nel 1856-58, nel 1860 e poi 1863, nonché al Lyceum nel 1861, e soprattutto nella sua nuova patria d'adozione, a Parigi, dove cantò ininterrottamente al Théâtre-Italien dal 1854 al 1863, quando del tutto inopinatamente, e nel pieno fulgore delle sue possibilità vocali, si ritirò dalle scene a meno di trentotto anni.

### Il lungo ritiro parigino

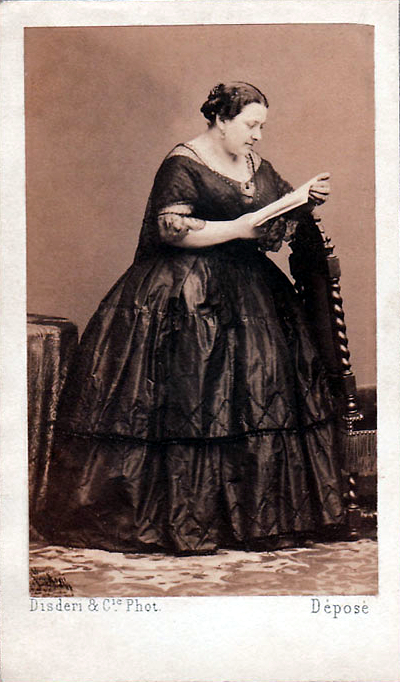
Marietta Alboni, altro biglietto da visita di André-Adolphe-Eugène Disdéri

Sui motivi del ritiro non sussistono comunque dubbi di sorta. Come già accennato, nel 1853, al suo ritorno dall'America, e pur mantenendo sul palcoscenico il solo cognome da nubile, aveva sposato il conte Achille Pepoli, spesso citato erroneamente dalle fonti con il nome di Carlo, il quale diede ben presto segni di squilibrio mentale: affetto da manie di grandezza e, nel contempo, da gravi impulsi suicidi, l'uomo dovette essere sottoposto ad una sorveglianza crescente, al punto da costringere infine la moglie a ritirarsi dal palcoscenico per potersi dedicare interamente alle sue cure. Solo verso il 1865, l'Alboni si rassegnò a farlo internare in una casa di cura dove morì il 10 ottobre 1867, senza che comunque la moglie manifestasse alcuna intenzione di riprendere la carriera. Quando però, poco più di un anno dopo la scomparsa del conte Pepoli, anche Rossini, il 13 novembre 1868, morì, l'Alboni riemerse immediatamente dal suo ritiro e volle prender parte al funerale del tanto amato e rispettato maestro, nella Chiesa della Trinità, a Parigi. In occasione della cerimonia, cantò, al fianco di Adelina Patti, il maggior soprano dell'epoca, un brano del Dies irae, "Liber scriptus", adattato alla musica del duetto "Quis est Homo" dallo Stabat Mater composto dallo stesso Rossini. In segno di rispetto e deferenza nei confronti del suo vecchio maestro, ella accettò inoltre di rientrare, in qualche modo, in carriera, per portare in tournée per l'Europa la versione con orchestra della Petite messe solennelle: lo sentiva infatti come un dovere morale dal momento che una volta Rossini le aveva manifestato la speranza che sarebbe stata lei ad eseguirla dopo che lui fosse morto, e le aveva anche rivelato di averla composta pensando a lei.
Dopo essersi trasferita a Londra durante i torbidi seguiti alla Guerra franco-prussiana del 1870 e i moti rivoluzionari della Comune, rientrò definitivamente a Parigi nel 1872, esibendosi in parecchie serate di beneficenza; e un carattere di favore nei confronti suo Théâtre-Italien, allora in cattive acque, ebbero anche l'esecuzione dello Stabat Mater di Rossini il giovedì santo di quell'anno (28 marzo 1872) e un'ultima apparizione in palcoscenico, nei panni di Fidalma, in tre (poi diventate, a furor di popolo, quattro) rappresentazioni del Matrimonio segreto di Cimarosa (16, 18, 20 e 30 aprile). Da questo momento la sua carriera poté considerarsi definitivamente conclusa, anche se, in effetti, non smise mai del tutto di cantare, in privato e in concerti di beneficenza. E quando, nel 1887, i governi francese e italiano si accordarono per il rientro nella madrepatria delle spoglie mortali di Rossini, perché potessero riposare definitivamente nel Tempio dell'Itale Glorie, la Basilica di Santa Croce, a Firenze, l'Alboni si armò di penna e calamaio e scrisse una lettera al ministro degli esteri italiano, Di Robilant. Ella era allora una pingue ricca signora sessantunenne, che viveva appartata e che non era certo più abituata ad andare in giro per l'Europa, come una volta; tuttavia si metteva «a disposizione del Governo Italiano, reclamando l'onore come italiana e come scolara dell'immortale Maestro, di cantare la messa (l'ultima composizione musicale di Rossini) nella [propria] cara e amata patria, nel giorno in cui [avrebbe avuto] luogo la cerimonia funebre». Nonostante l'immediata risposta del ministro, la sua proposta cadde però nel vuoto e a lei non restò altro che presenziare in lacrime, «commossa e tremante», alla cerimonia di esumazione a Parigi. Il corrispondente del giornale romano Il Fanfulla scrisse per l'occasione: «i fotografi fissarono nello stesso obiettivo quella che fu la più grande esecutrice della Cenerentola e della Semiramide e ciò che resta di colui che scrisse questi capolavori», così quasi plasticamente rappresentando l'esaurimento di un'intera vicenda storica del canto lirico.

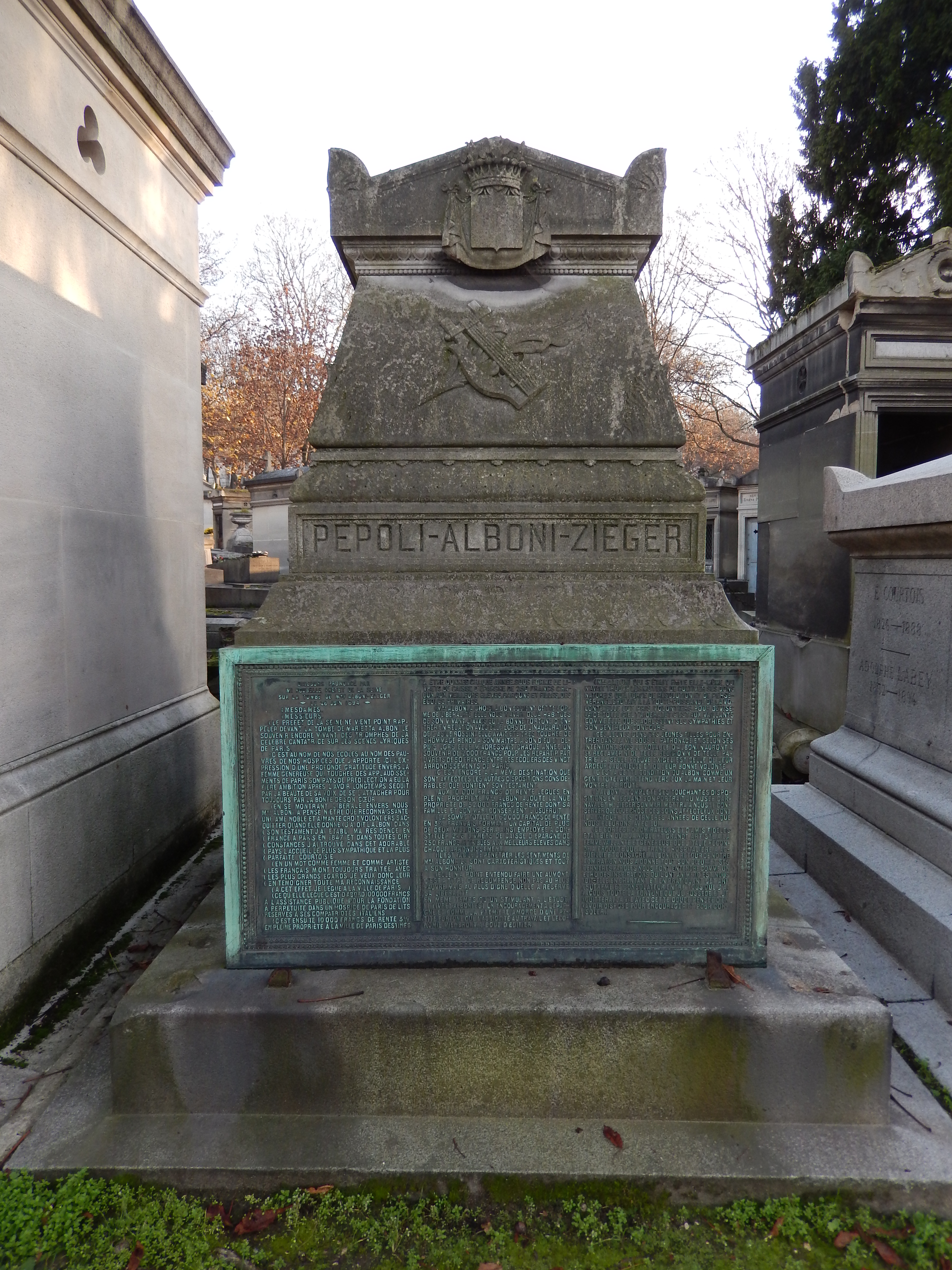
Tomba di famiglia di Marietta Alboni al cimetière du Père Lachaise (division 66)

Nel 1877 si era risposata con un ufficiale dell'esercito francese, di nome Charles Ziéger. Morì a sessantotto anni a Ville-d'Avray, vicino a Parigi, nella sua "Villa La Cenerentola", e fu seppellita nel Cimitero di Père-Lachaise. Sempre impegnata in opere di carità (spesso in memoria del suo maestro Rossini), lasciò quasi tutti i suoi beni ai poveri di Parigi, dove ancor oggi sono intitolate al suo nome una strada e una piazza (square). Nel testamento scrisse:

## Caratteristiche artistiche
Marietta Alboni può essere considerata la vera e propria incarnazione del belcanto rossiniano: dotata dalla natura di una voce delle caratteristiche eccezionali, ella ebbe la ventura di incontrare giovanissima il maestro pesarese (cantante non professionale egli stesso e grande conoscitore della materia), e non per qualche sporadica lezione, magari a titolo di perfezionamento, bensì nel quadro di un vero e proprio corso di studi triennale ufficiale, svoltosi all'interno di una rinomata istituzione musicale. Ciò le consentì, per così dire, di introiettare gli ideali canori del maestro, e in particolare l'amore per il canto esente da spigolosità e la ricerca di un suono, contemporaneamente, ampio e morbido, e di impossessarsi quindi di un'eccezionale tecnica di fonazione. «Il risultato fu che l'Alboni, come vari recensori rilevarono, cantava con la stessa facilità e disinvoltura con cui si parla; e questo sia che spiegasse la voce nel fraseggio largo e vibrante, sia che affrontasse lo stile di agilità».

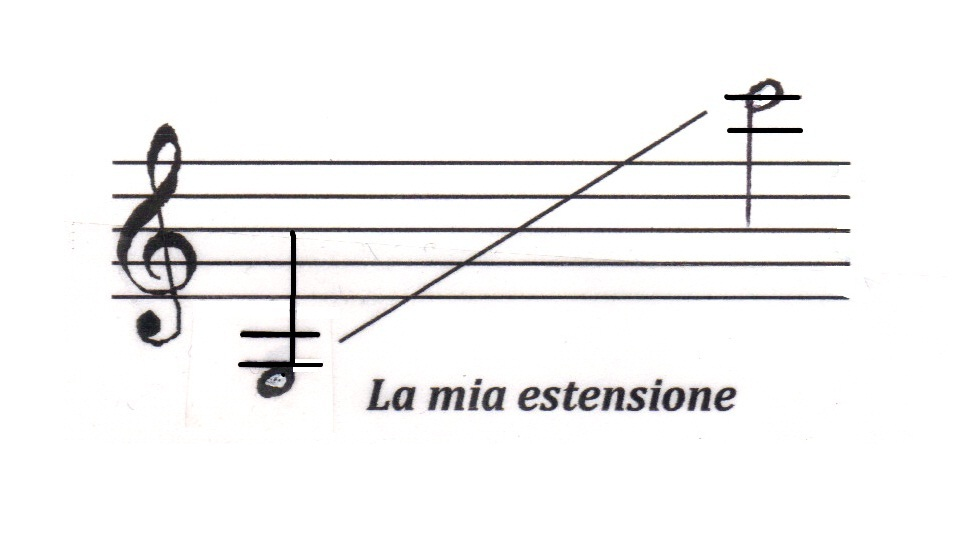
Riproduzione di un'annotazione autografa della propria estensione vocale fatta da Marietta Alboni su un album familiare (ispirata a quella riportata in Pougin, 2001, p. 9)

Era in possesso di una voce molto estesa anche in alto: come ebbe modo di lasciar scritto ella stessa in più occasioni, la sua estensione andava dal sol2 al do5 e quindi copriva l'intero arco dei registri della voce femminile, consentendole di essere un autentico contralto, quale lei principalmente si considerava, ma anche di affrontare ruoli da vero soprano, seppur soprattutto quando si trovava in tournée e aveva quindi vincoli più stretti di repertorio, e comunque, a ben vedere, scegliendo le parti con notevole cautela. Se si eccettuano infatti i personaggi di Norina nel Don Pasquale, e Marie nella Fille du régiment, i ruoli da lei interpretati sono principalmente parti create da quella tipologia di cantanti che fiorì a cavallo tra classicismo e romanticismo e che fu composta sostanzialmente da mezzosoprani, magari molto estesi, definiti inizialmente contralti per motivi di etichetta e poi trasformatisi in veri e propri soprani, seppur non certo particolarmente acuti. È questo il caso dei ruoli di Elena de La donna del lago, creato da Isabella Colbran, di Ninetta de La gazza ladra, creato da Teresa Belloc-Giorgi, e di Amina, Anna Bolena e Norma, creati da Giuditta Pasta. Quanto alla parte di Zerlina nel Don Giovanni, presenta anch'essa una tessitura centrale, è priva di sovracuti ed è stata anche oggetto, in epoca moderna, di attenzione da parte di grandi mezzosoprani, come Marilyn Horne, Teresa Berganza o, più recentemente, Cecilia Bartoli e Vesselina Kasarova.

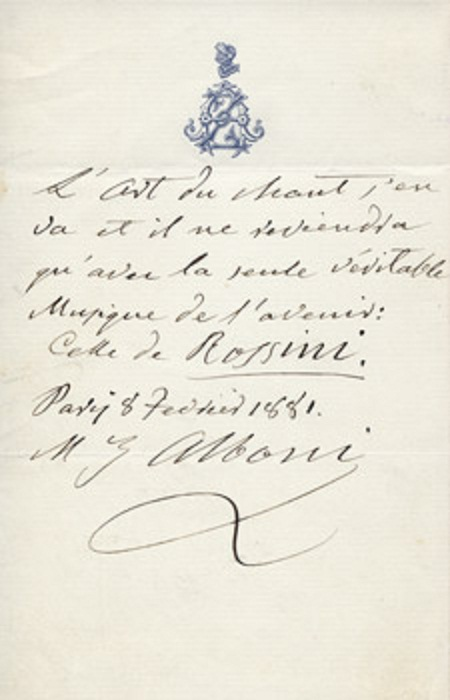
Preveggente nota autografa di Marietta Alboni sull'arte di Rossini. Il testo in francese recita: «L'Arte del canto se ne va e ritornerà soltanto con l'unica autentica Musica dell'avvenire: Quella di Rossini. Parigi, 8 febbraio 1881» (segue la firma)

Pur presentando alcuni problemi di resa sonora nella zona centrale e probabilmente anche in quella acuta, grazie allo studio e alla maestria tecnica applicati per correggerli e superarli (seppur mai definitivamente), «di solito ... l'Alboni dava l'impressione di una perfetta omogeneità e uguaglianza timbrica in tutta la gamma e ispirava per la sicura pacatezza, anzi per l'olimpica serenità con la quale cantava, una sorta di estatico godimento in chi l'ascoltava». Per lei si sprecarono gli aggettivi: la sua voce fu definita "voluttuosamente lamentosa" o paragonata addirittura ad un bocciolo di rosa; si disse che il suo timbro carezzevole, vellutato e malinconico richiamava la voce amorosa di un adolescente e di una fanciulla insieme. Le sue capacità virtuosistiche furono oggetto di lodi generalizzate: sul piano della vocalizzazione fu accostata ai migliori soprani d'agilità della sua epoca, «nella fiorettatura era aggraziata ed elegante e grazia ed eleganza caratterizzavano anche il suo fraseggio».
Qualche problema in più fu invece incontrato dall'Alboni sul piano della resa drammatica, dove non era certamente agevolata dalla figura scenica: la sua notevole pinguedine la fece addirittura definire come "un elefante che ha ingoiato un usignolo". Rilievi e critiche sarebbero stati così ripercorsi molti anni dopo, con il consueto acume e con davvero notevole consapevolezza, dalla stessa protagonista:
Per quanto riguarda la parte comica di alcuni ruoli spero che si vorrà rammentare in particolare quella di Isabella nell'Italiana in Algeri dove facevo sbellicare dal ridere il mio caro pubblico allo stesso modo che nella parte della vecchia zia del Marriage secret, perché anche in quel caso il mio fisico non mi era d'impaccio. Sono dunque convinta di essere stata, quando mi era possibile esserlo, sia drammatica che comica.»
Se il trionfo riscosso nel 1850 all'Opéra di Parigi come Fidès nel Prophète, la forte parte di un'anziana birraia affetta solo dall'amore materno (e per niente impacciata dalla robusta costituzione fisica dell'interprete), costituisce la dimostrazione lampante della precisione delle autovalutazioni fatte qui sopra dall'interessata, c'è da aggiungere comunque che l'Alboni non fu mai, fino in fondo, una vera cantante "tragica". Come Arsace, ad esempio, «non riuscì a far dimenticare la Pisaroni, che nelle parti en travesti aveva maggior piglio e mordente. L'Alboni aveva invece, nell'accentazione, quella sorta di languida mollezza che contraddistingue le cantanti elegiache e che, se la limitò come interprete drammatica, le permise, in compenso, di essere la più acclamata Cenerentola del suo secolo: per la grazia, l'affettuosità, la tenerezza dell'espressione, oltre che, naturalmente, per la trascendentale esecuzione dei passi di agilità».

## Repertorio
Questa è la lista dei ruoli interpretati da Marietta Alboni, secondo il repertorio redatto da Arthur Pougin e pubblicato nella sua biografia della cantante, con l'aggiunta di alcune opere e la specifica di alcuni personaggi, secondo le indicazioni fornite di volta in volta in nota.

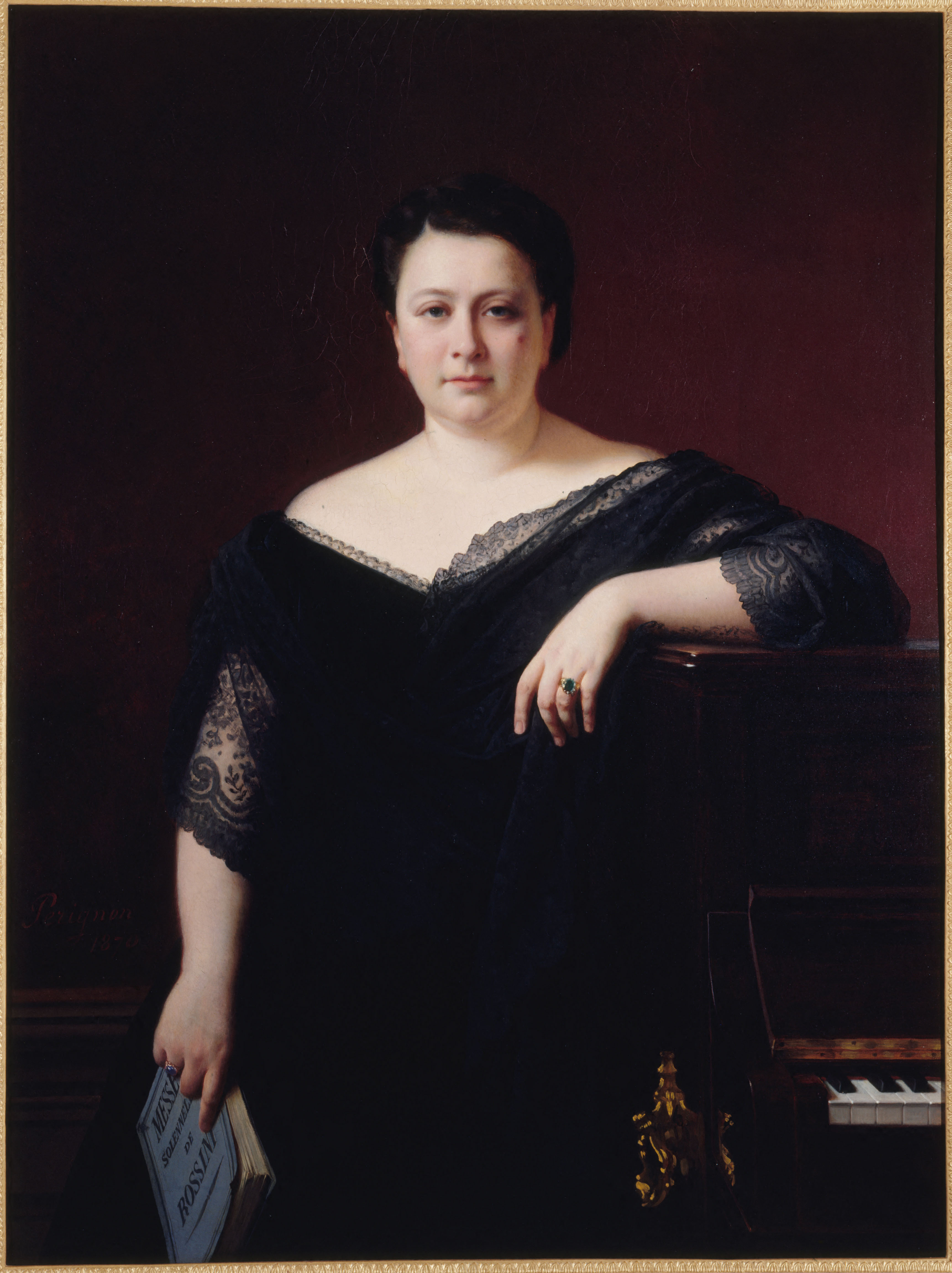
Marietta Alboni, contessa Pepoli, cantante (Alexis-Joseph Pérignon, olio su tela, 1870)

- Anna Bolena, di Donizetti - Anna e Smeton[53]
- L'assedio di Corinto, di Rossini - Neocle[7]
- Un ballo in maschera, di Verdi - Ulrica
- Il barbiere di Siviglia, di Rossini - Rosina
- La Cenerentola, di Rossini - Cenerentola
- Charles IV, di Halévy - Odette
- Consuelo, di Giovanni Battista Gordigiani - Anzoletto[54]
- Così fan tutte, di Mozart - Dorabella
- Il crociato in Egitto, di Meyerbeer - Felicia[55]
- Un curioso accidente, pastiche su musiche di Rossini[56]
- David, oratorio, di Muhlig
- Don Giovanni, di Mozart - Zerlina
- Don Pasquale, di Donizetti - Norina
- La donna del lago, di Rossini - Malcolm ed Elena
- L'ebrea, di Pacini - Berenice[57]
- Ernani, di Verdi - Don Carlo, Giovanna[58]
- La Favorite, di Donizetti - Léonor
- La Fille du régiment, di Donizetti - Marie
- La gazza ladra, di Rossini - Pippo e Ninetta
- Giovanna d'Arco,[59] cantata, di Rossini
- Giulietta e Romeo, di Vaccai - Romeo[60]
- Il giuramento, di Mercadante - Bianca[61]
- Ildegonda, di Marco Aurelio Marliani - Rizzardo[62]
- L'italiana in Algeri, di Rossini - Isabella
- Lara, di Salvi - Mirza[63]
- Linda di Chamounix, di Donizetti - Pierotto
- Lucrezia Borgia, di Donizetti - Maffio Orsini
- Luisa Miller, di Verdi - Federica[64]
- Maria di Rohan, di Donizetti - Gondi
- Martha, di Flotow - Nancy
- Il matrimonio segreto, di Cimarosa – Fidalma
- Messiah, oratorio di Haendel
- La pazza per amore, di Coppola - Nina[61]
- Norma, di Bellini - Norma[65]
- Le nozze di Figaro, di Mozart - Il paggio (Cherubino)
- Oberon, di Weber - Fatima
- Petite messe solennelle di Rossini[66]
- Le Prophète, di Meyerbeer - Fidès
- La Reine de Chypre, di Halévy - Catarina
- Rigoletto, di Verdi - Maddalena
- Saffo, di Pacini - Climene
- Semiramide, di Rossini - Arsace
- La sibilla, di Pietro Torrigiani - Ismailia[67]
- La sonnambula, di Bellini - Amina
- Stabat mater,[66] sequenza liturgica, di Rossini
- Tancredi, di Rossini - Tancredi
- Il trovatore, di Verdi - Azucena
- Zerline, di Auber - Zerline[68]
- La zingara, di Balfe - Regina degli Zingari[69]
- Gli ugonotti, di Meyerbeer - II paggio (Urbain)

## Intitolazioni onorarie
La fama in vita di Marietta Alboni fu enorme al punto che le fu intitolato un clipper (veliero), varato in America nel 1852, e contemporaneamente, in Francia, un ibrido di rosa ("Madame Alboni"); fu disegnata e confezionata in suo onore una speciale mantilla e le fu dedicato perfino un tipo di sigaro cubano ("Flor de Alboni").